# Rétonval
Rétonval és un municipi francès situat al departament del Sena Marítim i a la regió de Normandia. L'any 2007 tenia 193 habitants.

## Demografia

### Població
El 2007 la població de fet de Rétonval era de 193 persones. Hi havia 72 famílies de les quals 16 eren unipersonals (4 homes vivint sols i 12 dones vivint soles), 24 parelles sense fills, 28 parelles amb fills i 4 famílies monoparentals amb fills.
La població ha evolucionat segons el següent gràfic:
Habitants censats

### Habitatges
El 2007 hi havia 98 habitatges, 77 eren l'habitatge principal de la família, 14 eren segones residències i 6 estaven desocupats. 96 eren cases i 1 era un apartament. Dels 77 habitatges principals, 63 estaven ocupats pels seus propietaris, 7 estaven llogats i ocupats pels llogaters i 7 estaven cedits a títol gratuït; 4 tenien dues cambres, 2 en tenien tres, 29 en tenien quatre i 42 en tenien cinc o més. 57 habitatges disposaven pel capbaix d'una plaça de pàrquing. A 42 habitatges hi havia un automòbil i a 25 n'hi havia dos o més.

### Piràmide de població
La piràmide de població per edats i sexe el 2009 era:
| Homes | Edats   | Dones |
| ----- | ------- | ----- |
| 0     | 95 o +  | 0     |
| 0     | 90 a 94 | 0     |
| 0     | 85 a 89 | 0     |
| 0     | 80 a 84 | 0     |
| 0     | 75 a 79 | 0     |
| 8     | 70 a 74 | 12    |
| 4     | 65 a 69 | 4     |
| 8     | 60 a 64 | 4     |
| 12    | 55 a 59 | 4     |
| 4     | 50 a 54 | 16    |
| 20    | 45 a 49 | 12    |
| 0     | 40 a 44 | 8     |
| 8     | 35 a 39 | 4     |
| 0     | 30 a 34 | 4     |
| 4     | 25 a 29 | 8     |
| 16    | 20 a 24 | 8     |
| 0     | 15 a 19 | 4     |
| 16    | 10 a 14 | 12    |
| 4     | 5 a 9   | 4     |
| 4     | 0 a 4   | 4     |

## Economia
El 2007 la població en edat de treballar era de 128 persones, 86 eren actives i 42 eren inactives. De les 86 persones actives 75 estaven ocupades (40 homes i 35 dones) i 11 estaven aturades (5 homes i 6 dones). De les 42 persones inactives 16 estaven jubilades, 11 estaven estudiant i 15 estaven classificades com a «altres inactius».

### Ingressos
El 2009 a Rétonval hi havia 75 unitats fiscals que integraven 173 persones, la mediana anual d'ingressos fiscals per persona era de 14.992 €.

### Activitats econòmiques
Dels 5 establiments que hi havia el 2007, 2 eren d'empreses de fabricació d'altres productes industrials, 2 d'empreses de construcció i 1 d'una empresa classificada com a «altres activitats de serveis».
L'únic servei als particulars que hi havia el 2009 era una empresa de construcció.
L'any 2000 a Rétonval hi havia 9 explotacions agrícoles que ocupaven un total de 462 hectàrees.

## Equipaments sanitaris i escolars
El 2009 hi havia una escola elemental integrada dins d'un grup escolar amb les comunes properes formant una escola dispersa.

## Poblacions més properes
El següent diagrama mostra les poblacions més properes.